# アメリカ合衆国の極地
この項目は、アメリカ合衆国の極地（アメリカがっしゅうこくのきょくち）の一覧である。国内の東西南北端地点の他に、最高地点、最も離れた場所など、地理的な地点を紹介する。

アメリカ本土48州の極地：ノースウェスト・アングル、バラスト・キー、セイル・ロック、ボデルテー島。

東端・西端については様々な説がある。

## 北端
- ポイント・バロー (アラスカ州) 北緯71度23分20秒 西経156度28分45秒 / 北緯71.38889度 西経156.47917度  — アメリカ領の最北端。
- バロー (アラスカ州) 北緯71度17分44秒 西経156度45分59秒 / 北緯71.29556度 西経156.76639度 — 大陸の最北端。人口約4,000人。
- フェアバンクス (アラスカ州) 北緯64度50分22.94秒 西経147度43分14.63秒 / 北緯64.8397056度 西経147.7207306度 — 居住者が20,000人を超える最北の都市。また、公道でアクセスできる最北の都市。
- アンカレッジ (アラスカ州) 北緯61度13分4.17秒 西経149度53分33.17秒 / 北緯61.2178250度 西経149.8925472度 — 居住者が25,000人を超える最北の都市。
- ノースウエスト・アングル (ミネソタ州ウッズ湖内) 北緯49度23分04.1秒 西経95度9分12.2秒 / 北緯49.384472度 西経95.153389度 — 本土48州の最北端。アメリカ独立戦争を解決したパリ条約 (1783年)の不完全な情報によって生じた。
- スーマス (ワシントン州) 北緯49度00分08.6秒 西経122度15分40秒 / 北緯49.002389度 西経122.26111度 — 本土48州と直接繋がる最北地点。アメリカの北の国境を北緯49度線とした19世紀の調査が不完全だったため生じた[1]。
- ベリンハム (ワシントン州) 北緯48度45分19.12秒 西経122度28分43.54秒 / 北緯48.7553111度 西経122.4787611度 — 本土48州で居住者が50,000人を超える最北の都市。
- シアトル (ワシントン州) 北緯47度36分13.81秒 西経122度19分48.56秒 / 北緯47.6038361度 西経122.3301556度 — 居住者が500,000人を超える最北の都市。
- アメリカ各州それぞれの地理的中心点を比べたとき、最も北に位置するのはアラスカ州の中心点である。また、本土48州中では、ノースダコタ州の中心点が最北である。

非円筒投影法で表記された地図では、メイン州が実際よりも北に位置するような印象を与えることがあるので注意が必要である。メイン州の北端は、北緯約47.46度にある。この緯度は、シアトル南部の郊外を通っており、北緯49度線までは約100マイル（160 km）北へ行かねばならない。48州内にあるワシントン州、アイダホ州、モンタナ州、ノースダコタ州、ミネソタ州の土地の一部は、メイン州の最北端よりも北に位置する。ワシントン州・スポケーンとほぼ同緯度の地点には、アイダホ州のコー・ダリーン、モンタナ州のグレートフォールズ、ノースダコタ州のマイノットやグランドフォークス、ミネソタ州のベミジなどが存在する。ミシガン州のロイヤル島やアッパー半島の一部（キーウィーナー半島）でもメイン州の最北端よりも北である。カナダの南端であるオンタリオ州のミドル島は北緯41度40分53度で、この経度よりも北に位置する州は、ワシントン州、アイダホ州、ミネソタ州、ノースダコタ州、ミシガン州、メイン州、ウィスコンシン州、オレゴン州、サウスダコタ州、ニューハンプシャー州及びバーモント州の12州あり、さらに14の州がこの緯度を含む。

## 南端
- ローズ環礁 (アメリカン・サモア) 南緯14度34分11秒 西経168度9分10秒 / 南緯14.56972度 西経168.15278度 — アメリカ領の最南端。
- パルミラ環礁 — アメリカ合衆国編入領域の最南端。
- サウスポイント (ハワイ州) 北緯18度54分39秒 西経155度40分52秒 / 北緯18.91083度 西経155.68111度 — 50州の最南端地点。
- ナアレフ 北緯19度3分57秒 西経155度35分15秒 / 北緯19.06583度 西経155.58750度 — 50州の最南端の町。
- ホノルル (ハワイ州) — 50州最南端の行政のある自治体（incorporated place）。ハワイ州には1つしかない。
- ウェスタン・ドライ・ロックス (フロリダ州フロリダ・キーズ) 北緯24度26.8分 西経81度55.6分 / 北緯24.4467度 西経81.9267度 — 本土48州で最南端地点。干潮時に海上にときどき顔を出す。
- バラスト・キー (フロリダ州) 北緯24度31分15秒 西経81度57分49秒 / 北緯24.52083度 西経81.96361度 — 本土48州で常に海上にある最南端地点。
- キーウェスト (フロリダ州) 北緯24度32分41秒 西経81度48分37秒 / 北緯24.544701度 西経81.810333度 — 本土48州で最南端の行政のある自治体。最南端ブイも参照。
- ケープ・サーブル (フロリダ州) 北緯25度7分6秒 西経81度5分11秒 / 北緯25.11833度 西経81.08639度 — アメリカ本土の最南端。
- マイアミ (フロリダ州) — 本土48州の最南端にある大都市。
- ハワイ州には、ほぼ全ての地理的な中心が存在する。また、フロリダ州は本土48州中で最南の州の中心地点がある。

正積図法で表記された地図では、テキサス州が実際よりも南に位置するような印象を与えることがあるので注意が必要である。テキサス州の最南端（ブラウンズウィルのちょうど南東）は北緯約25.84度にある。この経度は、マイアミのわずかに北に位置するハイアリアを通っている。

## 東端
- ポイント・ユーダル (アメリカ領ヴァージン諸島セント・クロイ島) 北緯17度45分19秒 西経64度33分54秒 / 北緯17.75528度 西経64.56500度 — アメリカ領の最東端。
- セイル・ロック (メイン州ウェスト・クォディ・ヘッド沖) 北緯44度48分45.2秒 西経66度56分49.3秒 / 北緯44.812556度 西経66.947028度 — 50州の最東端。
- ウェスト・クォディ・ヘッド (メイン州) 北緯44度48分55.4秒 西経66度56分59.2秒 / 北緯44.815389度 西経66.949778度 — 50州本土の最東端。
- ポシノイ・ポイント (アラスカ州セミソポシノイ島) 北緯51度57分42秒 東経179度46分23秒 / 北緯51.96167度 東経179.77306度  — 経度でのアメリカ領最東端。
- ピーコック・ポイント (ウェーク島) 北緯19度16分13.2秒 東経166度39分26.3秒 / 北緯19.270333度 東経166.657306度 — 最初に日の出を迎える地点。
- ルーベック (メイン州) 北緯44度49分03秒 西経66度57分00秒 / 北緯44.817419度 西経66.949895度 — 50州最東端の行政のある自治体。
- イーストポート (メイン州)  — 50州最東端の行政のある都市[2]。
- カレス (メイン州) — 居住者が2,500人を超える最東端の都市。
- ホールトン (メイン州) — 居住者が5,000人を超える最東端の都市。
- バンゴー (メイン州) — 居住者が20,000人を超える最東端の都市。
- ポートランド (メイン州) — 居住者が50,000人を超える最東端の都市。
- ボストン (マサチューセッツ州) — 国内最東端の主要都市。居住者が500,000人を超える最東端の都市。
- メイン州には、ほぼ全ての地理的な中心が存在する。

正積図法で表記された地図では、フロリダ州が実際よりも東に位置するような印象を与えることがあるので注意が必要である。フロリダ州の最東端（パーム・ビーチ・ショア）は西経約80.03度にある。サウスカロライナ州・チャールストンとほぼ同経度の地点には、ノースカロライナ州のハイポイント、バージニア州のセーラム、ウェストバージニア州のモーガンタウン、ペンシルベニア州のピッツバーグ、エリーなど存在する。ニューヨーク州、ニュージャージー州、ニューイングランドは、州内全体がチャールストンより東にある。

## 西端
- ポイント・ユーダル (グアム) 北緯13度26分51秒 東経144度37分5.5秒 / 北緯13.44750度 東経144.618194度 — アメリカ領の最西端。
- ピークド島 (アラスカ州アッツ島ランゲル岬沖) 北緯52度55分14秒 東経172度26分16秒 / 北緯52.92056度 東経172.43778度 — 50州の最西端。最後に日の入りをする地点。
- アマティグナック島 (アラスカ州) 北緯51度16分7秒 西経179度8分55秒 / 北緯51.26861度 西経179.14861度 — 経度でのアメリカ領最西端。
- アダック島 (アラスカ州) 北緯51度49分21秒 西経176度42分53秒 / 北緯51.8224度 西経176.7147度 — 50州最西端の行政のある自治体。
- ウナラスカ (アラスカ州) — 50州最西端の居住者が2,500人を超える都市。
- プリンスオブウェールズ岬 北緯65度38分32秒 西経168度7分8秒 / 北緯65.64222度 西経168.11889度 — 北アメリカ大陸最西端。
- アンカー・ポイント (アラスカ州) 北緯59度46分 西経151度52分 / 北緯59.767度 西経151.867度 — 北アメリカで道路でアクセスできる最西端地点[3]。
- ユマティラ・リーフ (ワシントン州アラヴァ岬沖) 北緯48度11.1分 西経124度47.1分 / 北緯48.1850度 西経124.7850度 — 本土48州の最西端。干潮時に時々海上に姿を現す。
- ボデルテー諸島 (ワシントン州アラヴァ岬沖) 北緯48度10分42.7秒 西経124度46分18.1秒 / 北緯48.178528度 西経124.771694度 — 常に海上にある本土48州の最西端地点。
- アラヴァ岬 (ワシントン州) 北緯48度9分51秒 西経124度43分59秒 / 北緯48.16417度 西経124.73306度 — 本土48州の大陸最西端地点。
- オゼット (ワシントン州) 北緯48度09分17秒 西経124度40分02秒 / 北緯48.154722度 西経124.667222度 — 本土48州で最西端の町。
- ポート・オーフォード (オレゴン州) 北緯42度45分15秒 西経124度30分45秒 / 北緯42.754065度 西経124.512605度 — 本土48州で最西端の行政のある自治体。
- ブルッキングズ (オレゴン州) — 本土48州で居住者が5,000人を超える最西端の都市。
- ユーレカ (カリフォルニア州) — 本土48州で居住者が25,000人を超える最西端の都市。
- コーバリス (オレゴン州) — 本土48州で居住者が50,000人を超える最西端の都市。
- ユージーン (オレゴン州) — 本土48州で居住者が100,000人を超える最西端の都市。
- ポートランド (オレゴン州) — 本土48州で居住者が500,000人を超える最西端の都市。
- ハワイ州には、ほぼ全ての地理的な中心が存在する。また、オレゴン州は本土48州中で最南の州の中心地点がある。

正積図法で表記された地図では、カリフォルニア州が実際よりも南に位置するような印象を与えることがあるので注意が必要である。カリフォルニア州の最西端（メンドシノ岬）は、ワシントンの最西端であるアラヴァ岬から東へ14マイル（23 km）、オレゴン州の最西端であるブランコ岬から東へ7マイルの経度にある。

## 東端・西端の解説
アメリカ合衆国では、東端・西端はそれぞれ、3つの考え方によって決まる。
1つ目の方法は、グリニッジ子午線によって東西の境界線を決める方法である。この子午線によって、ロンドン近郊のグリニッジは、経度0度として定められ、世界で最も東でもなく西でもない場所となっている。180度経線は、この真裏にあり、世界中の東端・西端となる場所である。
2つ目の方法は、日付変更線によって東西の境界線を決める方法である。昼夜平分時では、東端の場所が最初にその日が始まることとなり、西端の場所は最後に日が終わる。
もう1つの方法は、地理的な国土の中心を最初に決定し、そこからの距離を測る方法である。アメリカの領土は全て、経度180度のうちに収まる。中心から測ると、東はヴァージン諸島、西はユーダルとなる。

## 最高地点
- デナリ（マッキンリー山） (アラスカ州)[5] 北緯63度4分9秒 西経151度0分23秒 / 北緯63.06917度 西経151.00639度 — 北アメリカ最高峰。標高6,194 m（20,320フィート）
- ホイットニー山 (カリフォルニア州)[6] 北緯36度34分43秒 西経118度17分31秒 / 北緯36.57861度 西経118.29194度 — 本土48州の最高地点。標高4,421 m（14,505フィート）
- グレイズ・ピーク (コロラド州)[7] 北緯39度38分2秒 西経105度49分3秒 / 北緯39.63389度 西経105.81750度 — アメリカ大陸分水界の最高地点。標高4,352 m（14,278フィート）
- マウナ・ケア山 (ハワイ州)[8] 北緯19度49分14秒 西経155度28分5秒 / 北緯19.82056度 西経155.46806度 — 全てのアメリカ領及び太平洋で最も高い島の最高地点。標高4,205 m（13,796フィート）
- タオス・スキー・バレー (ニューメキシコ州) 北緯36度35分52秒 西経105度26分42秒 / 北緯36.59778度 西経105.44500度 — アメリカ領で最も高い村の領域。標高3,835 m（12,581フィート）。（居住者は10,350フィート以上にはいない）[9]
- ウィンター・パーク (コロラド州) 北緯39度53分34秒 西経105度45分43秒 / 北緯39.89278度 西経105.76194度 — 米国で最も高い市境。標高3,676 m（12,060フィート）。（居住者は10,000フィート以上にはいない）
- サンファン郡 (コロラド州) 北緯37度49分 西経107度40分 / 北緯37.817度 西経107.667度 — 最も標高の高いアメリカ合衆国の郡。標高3,426 m（11,240フィート）。
- アルマ (コロラド州) 北緯39度17分2秒 西経106度3分46秒 / 北緯39.28389度 西経106.06278度 — 国内で最も標高の高い町。標高3,156 m（10,355フィート）。
- レッドビル (コロラド州) 北緯39度14分50秒 西経106度17分30秒 / 北緯39.24722度 西経106.29167度 — 国内で最も標高の高い市。標高3,094 m（10,152フィート）。
- レイク・カウンティ空港 (コロラド州) 北緯39度13分13秒 西経106度19分00秒 / 北緯39.22028度 西経106.31667度 — 北アメリカで最も高い飛行場。標高3,026 m（9,927フィート）。
- ニューメキシコ州会議事堂 (サンタフェ) 北緯35度40分56秒 西経105度56分23秒 / 北緯35.68222度 西経105.93972度 — 国内で最も標高の高い州都。標高2,135 m（7,005フィート）。
- コロラド州 北緯39度00分 西経105度30分 / 北緯39.000度 西経105.500度 — 国内で最も標高の高い州。標高2,073 m（6,800フィート）。
- ミッチェル山 (ノースカロライナ州) 北緯35度45分53秒 西経82度15分54秒 / 北緯35.76472度 西経82.26500度 — アメリカ東部の最高地点。標高2,037 m（6,684フィート）。
- ワシントン山 (ニューハンプシャー州) 北緯44度16分13秒 西経71度18分12秒 / 北緯44.27028度 西経71.30333度 — アメリカ北東部の最高地点。標高1,917 m（6,288フィート）。
- アリカリー川 (コロラド州ユマ郡とカンザス州) 北緯39度58分42秒 西経102度3分6秒 / 北緯39.97833度 西経102.05167度 — 国内で最も標高の高い州の最低地点。標高1,011 m（3,317フィート）。

## 最低地点
- バッドウォーター (カリフォルニア州デスヴァレー) 北緯36度14分23秒 西経116度50分5秒 / 北緯36.23972度 西経116.83472度 — 全てのアメリカ領及び北アメリカ大陸最低地点。標高−86 m（−282フィート）。
- ソルトン湖 (カリフォルニア州) 北緯33度19分59秒 西経115度50分3秒 / 北緯33.33306度 西経115.83417度 — 全てのアメリカ領及び北アメリカ大陸で最も低い湖。標高−69 m（−226フィート）。
- ファーネス・クリーク空港 (カリフォルニア州) 北緯36度27分50秒 西経116度52分53秒 / 北緯36.46389度 西経116.88139度 — 全てのアメリカ領及び西半球で最も低い飛行場。標高−64 m（−210フィート）。
- ファーネス・クリーク (カリフォルニア州)[10] 北緯36度27分29秒 西経116度52分15秒 / 北緯36.45806度 西経116.87083度 — 全てのアメリカ領及び西半球で最も低い居住地。標高−58 m（−190フィート）。
- カリパトリア (カリフォルニア州) 北緯33度07分32秒 西経115度30分51秒 / 北緯33.12556度 西経115.51417度 — 全てのアメリカ領及び西半球で最も低い都市。標高−56 m（−184フィート）。
- ニューオーリンズ9区 (ルイジアナ州) 北緯30度02分40秒 西経89度56分47秒 / 北緯30.04444度 西経89.94639度 — アメリカ東部で最も低い地点。標高−2 m（−7フィート）。
- ニューオーリンズ (ルイジアナ州) 北緯29度58分 西経90度03分 / 北緯29.967度 西経90.050度 — 全てのアメリカ領及び西半球で最も低い人口250,000人を超える都市。平均標高−0.5 m（−1.5フィート）。
- デラウェア州 北緯39度0分17秒 西経75度32分46秒 / 北緯39.00472度 西経75.54611度 — 国内で最も標高の低い州。標高18 m（60フィート）。
- ブリットン・ヒル (フロリダ州) 北緯30度59分18秒 西経86度16分55秒 / 北緯30.98833度 西経86.28194度 — 国内で最も標高の低い州の最高地点。標高105 m（304フィート）。
- スペリオル湖最深部 (ミシガン州) 北緯46度54分31秒 西経86度35分52秒 / 北緯46.90861度 西経86.59778度 — 淡水湖としてはアメリカ領で最も標高の低い地点。−223 m（−732フィート）[11]。
- ピュージェット湾最深部 (ワシントン州) 北緯47度44.9分 西経122度25.7分 / 北緯47.7483度 西経122.4283度 — 海水ではアメリカ国内で最も標高の低い地点。−291 m（−956フィート）。[12]

## その他
- 50州のうち最も人里から離れた地点：イプナヴィク川 (アラスカ州アラスカ国家石油保留地) 北緯68度45分 西経156度41分 / 北緯68.750度 西経156.683度 — 最寄りの居住地から195 km（120マイル）。
- 50州の地理的中心地：ベルフーシュ (サウスダコタ州)の約34 km（20マイル）北。北緯44度58分 西経103度46分 / 北緯44.967度 西経103.767度
- 本土48州の地理的中心地：レバノン (カンザス州)の約6 km（4マイル）西。北緯39度50分 西経98度35分 / 北緯39.833度 西経98.583度
- 赤道に最も近い地点：ベーカー島。北緯0度11分41秒 西経176度28分46秒 / 北緯0.19472度 西経176.47944度に位置する[13][14][15]。

## 島
- ハワイ島 (ハワイ州) 北緯19度49分15秒 西経155度28分5秒 / 北緯19.82083度 西経155.46806度 — アメリカ領で最も広い島。また、アメリカ領及び太平洋で最も高い島。面積10,433 km2（4,028平方マイル）。最高地点4,205m（13,796フィート）。
- コディアック島 (アラスカ州) 北緯57度28分 西経153度26分 / 北緯57.467度 西経153.433度 — アラスカ湾で最も広い島。面積9,311.24 km2（3,595.09平方マイル）。
- プエルトリコ島 (プエルトリコ) 北緯18度15分 西経66度30分 / 北緯18.250度 西経66.500度 — アメリカ領のカリブ海で最も広い島。面積9,104.0 km2（3,515.1平方マイル）。
- プリンス・オブ・ウェールズ島 (アラスカ州) 北緯55度37分55秒 西経132度54分27秒 / 北緯55.63194度 西経132.90750度 — アレキサンダー諸島で最も広い島。面積6,674 km2（2,577平方マイル）。
- セントローレンス島 (アラスカ州) 北緯63度24分54秒 西経170度23分58秒 / 北緯63.41500度 西経170.39944度 — ベーリング海で最も広い島。面積4,640.12 km2（1,791.56平方マイル）。
- ウニマク島 (アラスカ州) 北緯54度46分6秒 西経164度11分12秒 / 北緯54.76833度 西経164.18667度 — アリューシャン列島で最も広い島。面積4,069.9 km2（1,571.41平方マイル）。
- ロングアイランド (ニューヨーク州) 北緯26度50分40秒 西経97度22分04秒 / 北緯26.84444度 西経97.36778度 — アメリカ国内の大西洋岸で最も広い島。面積3,629 km2（1,401平方マイル）。
- パードレ島 (テキサス州) 北緯26度50分40秒 西経97度22分04秒 / 北緯26.84444度 西経97.36778度 — メキシコ湾で最も広い島。面積541 km2（209平方マイル）。また、世界最長のバリアー島。全長182 km（113マイル）。
- アイル・ロイヤル島 (ミシガン州スペリオル湖) 北緯48度0分 西経88度55分 / 北緯48.000度 西経88.917度 — アメリカ領の湖で最も広い島。面積535.43 km2（206.73平方マイル）。
- ウィッビー島 (ワシントン州) 北緯48度8分11秒 西経122度34分57秒 / 北緯48.13639度 西経122.58250度 — ピュージェット湾で最も広い島。面積436.85 km2（168.67平方マイル）。
- サンタ・クルーズ島 (カリフォルニア州) 北緯34度0分13秒 西経119度43分35秒 / 北緯34.00361度 西経119.72639度 — チャンネル諸島で最も広い島。面積250 km2（97平方マイル）。

## 湖
- スペリオル湖 北緯47度45分 西経87度30分 / 北緯47.750度 西経87.500度 — 最も貯水量の多い湖。11,600 km2（2,800立方マイル）。
- ミシガン＝ヒューロン湖 北緯45度49分 西経84度45分 / 北緯45.817度 西経84.750度 — 最大の湖。また、世界最大の淡水湖。面積117,702 km2（45,445平方マイル）。
- グレートソルト湖 (ユタ州) 北緯31度10分 西経112度35分 / 北緯31.167度 西経112.583度 — 最大の内陸湖。面積4,400 km2（1,700平方マイル）。
- クレーター湖 (オレゴン州) 北緯42度57分 西経122度5分 / 北緯42.950度 西経122.083度 — 最深の湖。深さ593 m（1,943フィート）。[16]

## 川
- ミシシッピ川 北緯29度9分4秒 西経89度15分12秒 / 北緯29.15111度 西経89.25333度 — 最大の流域面積を持つ川。流域面積2,981,076 km2（1,151,000平方マイル）
- ミシシッピ＝ミズーリ＝ジェファーソン川 北緯29度9分4秒 西経89度15分12秒 / 北緯29.15111度 西経89.25333度 — 最長の川。長さ6,275 km（3,902マイル）。
- ミズーリ川 北緯38度48分49秒 西経90度7分11秒 / 北緯38.81361度 西経90.11972度 — 最長の本流。長さ3,768 km（2,341マイル）。
- ミシシッピ川 北緯29度9分4秒 西経89度15分12秒 / 北緯29.15111度 西経89.25333度 — メキシコ湾に注ぐ最長の本流。長さ3,544 km（2,202マイル）。
- ユーコン川 北緯62度35分55秒 西経164度47分40秒 / 北緯62.59861度 西経164.79444度 — ベーリング海に注ぐ最長の本流。長さ3,185 km（1,979マイル）。
- コロラド川 北緯31度48分57秒 西経114度48分22秒 / 北緯31.81583度 西経114.80611度 — カリフォルニア湾に注ぐ最長の本流。長さ2,330 km（1,450マイル）。
- コロンビア川 北緯46度14分39秒 西経124度3分29秒 / 北緯46.24417度 西経124.05806度 — 太平洋に注ぐ最長の本流。長さ2,000 km（1,243マイル）。
- セントローレンス川 北緯49度40分 西経64度30分 / 北緯49.667度 西経64.500度 — 大西洋に注ぐ最長の本流。長さ965 km（600マイル）。

## 離れた地点
- アメリカ領内で最も離れた2地点：グアムのポイント・ユーダルとヴァージン諸島セント・クロイ島ポイント・ユーダル（以前はポイント・オロテとイースト・ポイントとして知られていた）。2地点間の距離は9,514マイル。[17]
- 50州内で最も離れた2地点：ハワイ州クレ環礁とフロリダ州エリオット・キーログ・ポイント。2地点間の距離は5,859マイル。[17]
- 本土48州内で最も離れた2地点：カリフォルニア州ノース・ファラロン島とメイン州ウェスト・クォディ・ヘッドの西に位置するセイルロック。2地点間の距離は2,901マイル。
- 本土48州内の大陸で最も離れた2地点：カリフォルニア州ポイント・アリーナとメイン州ウェスト・クォディ・ヘッド。2地点間の距離は2,892マイル。[17]
- 同緯度にある最も離れた2地点：ハワイ州クレ環礁とフロリダ州リビエラ・ビーチ。2地点間の距離は5,823マイル。[17]

投影法で表記された地図の対角線では、これらの2地点間の距離が実際よりも長いような印象を与えることがあるので注意が必要である。しかしながら、ハワイ州クレ環礁からメイン州ウェスト・クォディ・ヘッドまでの対角線は5,797マイル、アラスカ州アッツ島ケープ・ランゲルからフロリダ州エリオット・キーログ・ポイントまでの対角線は5,505マイルである。